# スルジク

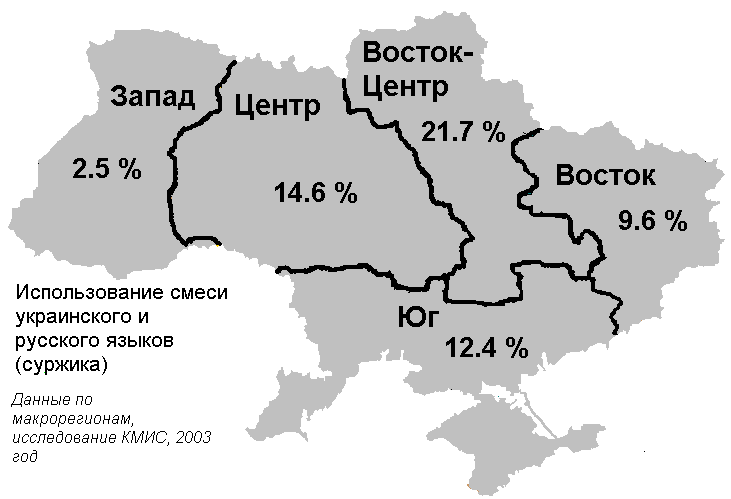
「スルジク」の分布は中部・東部に多い。キエフ社会学国際研究所（2003年）のデータ

スルジク（ウクライナ語: су́ржик (IPA: [ˈsurʒɪk])、英語: Surzhyk）は、特定のウクライナの地域や周辺地域で使用されているさまざまなウクライナ語とロシア語の社会方言が混じった口語の混合言語を指す。統一した特徴はなく、何人かの学術研究者によれば「標準ウクライナ語とロシア語文法の、規範破り、不従順、若しくは非認識」に使われる用語だという。
スルジクはウクライナの語で、混合されたどのような言語でも指すことがあり、必ずしもウクライナ語やロシア語を含む必要はない。その用語がウクライナ国内の非ウクライナ語話者に使用される場合は、多くの場合ウクライナ語とその他の言語の混合を指し、必ずしもロシア語との混合とは限らない。ロシアで使用される時は、その用語はほぼいつでもウクライナ語とロシア語の混合を指す。
ウクライナはロシアと地続きであり、東部・中部にはロシア語生活者も多く、こうした言語生活の素地となっている。 
ウクライナ生まれのロシア文学者であるニコライ・ゴーゴリも『ディカーニカ近郷夜話』などでスルジクを記述している。 

## 関連文献
- 池澤匠「ウクライナにおける言語イメージの変化 : ロシア連邦による軍事侵攻の影響1」『東京大学大学院人文社会系研究科スラヴ語スラヴ文学研究室年報』第37巻、東京大学大学院人文社会系研究科スラヴ語スラヴ文学研究室、2023年10月、37-60頁、2024年3月3日閲覧。
- 服部倫卓, 原田義也 編『ウクライナを知るための65章』明石書店〈エリア・スタディーズ〉、2018年。
  - 中澤英彦『ウクライナ語、ロシア語、スールジク』。